# The Writing on the Wall
Singles de Iron Maiden
Empire of the Clouds
(2016) Stratego
(2021)
The Writing on the Wall est une chanson du groupe de heavy metal anglais Iron Maiden. La chanson est sortie le 15 juillet 2021 accompagnée d'un clip vidéo et a servi de premier single de leur dix-septième album studio Senjutsu.

## Clip
Le clip de la chanson est réalisé par Nicos Livesey de BlinkInk, en collaboration avec Bruce Dickinson ainsi que d'anciens de Pixar et fans de longue date du groupe : Mark Andrews et Andrew Gordon, via des réunions Zoom hebdomadaires. La vidéo suit une histoire écrite par Dickinson, inspirée des récits bibliques de la fête de Balthazar dans le livre de Daniel, ainsi que les Cavaliers de l'Apocalypse mettant en vedette la mascotte du groupe, Eddie, dans divers styles influencés par les illustrations des albums précédents. Les effets visuels sont fournis par BlinkInk avec des fans du groupe proposant des idées de storyboard. Le clip évoque également les problématiques du changement climatique.

## Personnel
- Bruce Dickinson - voix
- David Murray - guitares
- Janick Gers - guitares
- Adrian Smith - guitares
- Steve Harris - basse, coproduction
- Nicko McBrain - batterie
- Kevin Shirley - production